# Rochester Americans
Rochester Americans je profesionální americký klub ledního hokeje, který sídlí v Rochesteru ve státě New York. Do AHL vstoupil v ročníku 1956/57 a hraje v Severní divizi v rámci Východní konference. Své domácí zápasy odehrává v hale Blue Cross Arena s kapacitou 11 215 diváků. Klubové barvy jsou modrá, červená a bílá.
Klub hraje v soutěži od roku 1956 a je po Hershey Bears druhým nejdéle fungujícím klubem AHL. Americans byli od roku 2005 farmou klubu NHL Florida Panthers, ale v roce 2011 celý klub koupila organizace Buffalo Sabres, takže nyní je Rochester záložním celkem Buffala. Celkem šestnáctkrát se mužstvo probojovalo do finále Calder Cupu, šestkrát trofej získalo. Klub kromě zmíněných mužstev byl i farmou Montreal Canadiens (1956-1960), Toronto Maple Leafs (1956-1969), Minnesota North Stars (1966/67), Vancouver Canucks (1970-1972), Boston Bruins (1972-1979) a Quebec Nordiques (1980/81). S Buffalem spolupracoval již v letech 1979-2008.
V letech 1996 a 2013 byl klub účastníkem Spenglerova poháru, prestižní evropské zimní soutěže. V prvním ročníku se umístil na celkovém třetím místě. Ve druhém zúčastněném ročníku byl vyřazen ve čtvrtfinále play-off. Rochester je jediným účastníkem z AHL v celé historii turnaje. Společně s týmem Kingston Aces jsou pak jedinými klubovými účastníky poháru ze Severní Ameriky.

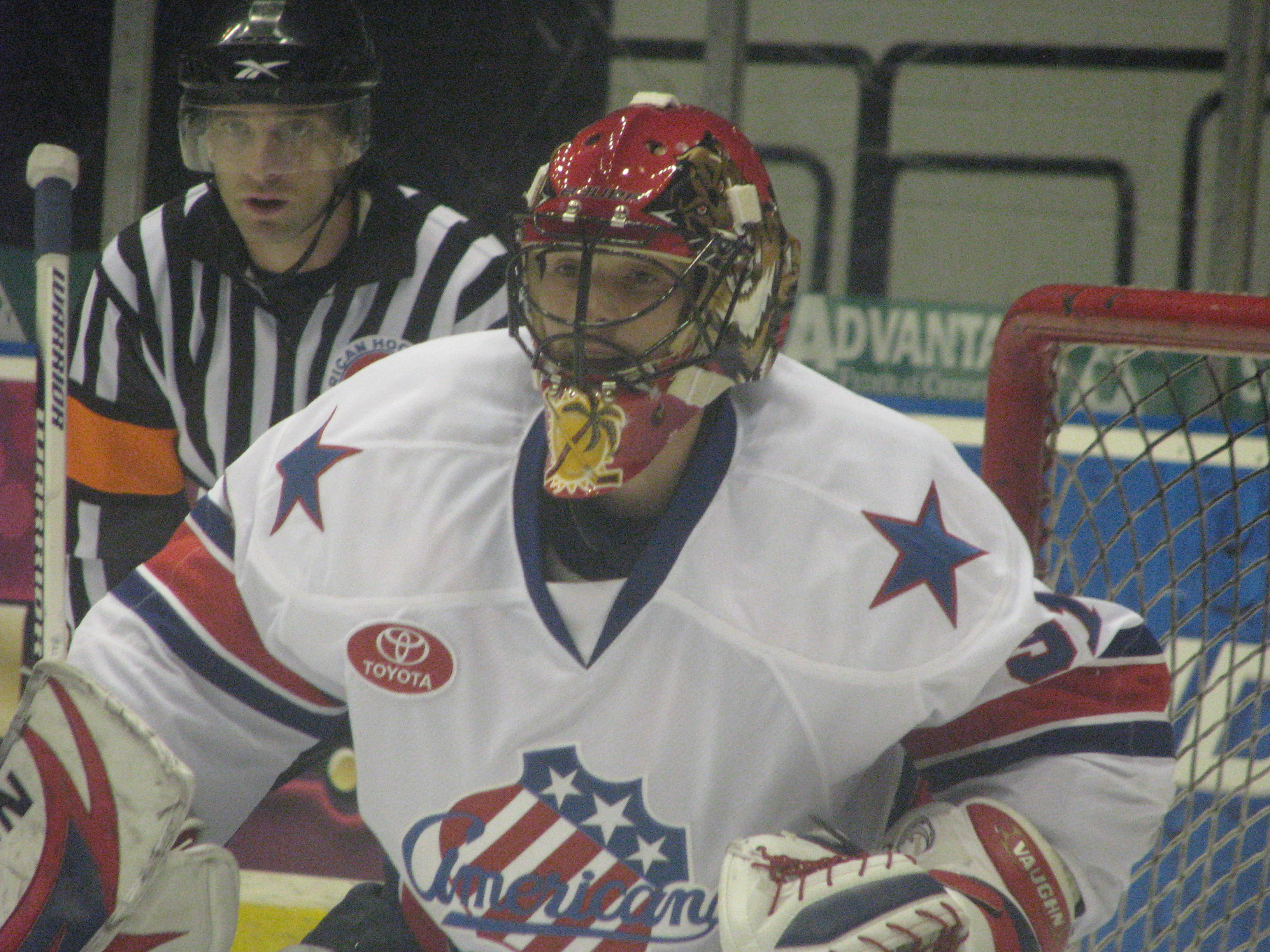
Český brankář Alexander Salák hájil branku Americans v sezoně 2009/2010

## Vyřazená čísla
- 6 (Norm "Red" Armstrong)
- 9 (Dick Gamble, Jody Gage)

## Úspěchy klubu
- Vítěz AHL – 6x (1964/1965, 1965/1966, 1967/1968, 1982/1983, 1986/1987, 1995/1996)
- Vítěz základní části – 6x (1964/65, 1967/68, 1973/74, 1982/83, 1990/91, 2004/05)
- Vítěz západní konference – 3x (1995/96, 1998/99, 1999/00)
- Vítěz divize – 14x (1964/65, 1965/66, 1967/68, 1973/74, 1977/78, 1982/83, 1986/87, 1989/90, 1990/91, 1996/97, 1998/99, 1999/00, 2000/01, 2004/05)

## Výsledky

### Základní část
Zdroj:
| Sezona  | Zápasy | Výhry | Prohry | Remízy | Prohry(pr.) | Prohry(s.n.) | Body | Góly vstřelené | Góly inkasované | Umístění v divizi      |
| ------- | ------ | ----- | ------ | ------ | ----------- | ------------ | ---- | -------------- | --------------- | ---------------------- |
| 1956/57 | 64     | 34    | 25     | 5      | —           | —            | 73   | 224            | 199             | 3. v lize              |
| 1957/58 | 70     | 29    | 35     | 6      | —           | —            | 64   | 205            | 242             | 5. lize                |
| 1958/59 | 70     | 34    | 31     | 5      | —           | —            | 73   | 242            | 209             | 3. v lize              |
| 1959/60 | 72     | 40    | 27     | 5      | —           | —            | 85   | 285            | 211             | 2. v lize              |
| 1960/61 | 72     | 32    | 36     | 4      | —           | —            | 68   | 261            | 244             | 5. v lize              |
| 1961/62 | 70     | 33    | 31     | 6      | —           | —            | 72   | 234            | 240             | 3. v Západní           |
| 1962/63 | 72     | 24    | 39     | 9      | —           | —            | 57   | 241            | 270             | 3. v Západní           |
| 1963/64 | 72     | 40    | 30     | 2      | —           | —            | 82   | 256            | 223             | 2. v Západní           |
| 1964/65 | 72     | 48    | 21     | 3      | —           | —            | 99   | 310            | 199             | 1. v Západní           |
| 1965/66 | 72     | 46    | 21     | 5      | —           | —            | 97   | 288            | 221             | 1. v Západní           |
| 1966/67 | 72     | 38    | 25     | 9      | —           | —            | 85   | 300            | 223             | 2. v Západní           |
| 1967/68 | 72     | 38    | 25     | 9      | —           | —            | 85   | 273            | 233             | 1. v Západní           |
| 1968/69 | 74     | 25    | 38     | 11     | —           | —            | 61   | 237            | 295             | 4. v Západní           |
| 1969/70 | 72     | 18    | 38     | 16     | —           | —            | 52   | 253            | 315             | 5. v Západní           |
| 1970/71 | 72     | 25    | 36     | 11     | —           | —            | 61   | 222            | 248             | 4. v Západní           |
| 1971/72 | 76     | 28    | 38     | 10     | —           | —            | 66   | 242            | 311             | 5. ve Východní         |
| 1972/73 | 76     | 33    | 31     | 12     | —           | —            | 78   | 239            | 276             | 3. ve Východní         |
| 1973/74 | 76     | 42    | 21     | 13     | —           | —            | 97   | 296            | 248             | 1. v Severní           |
| 1974/75 | 76     | 42    | 25     | 9      | —           | —            | 93   | 317            | 243             | 2. v Severní           |
| 1975/76 | 76     | 42    | 25     | 9      | —           | —            | 93   | 304            | 243             | 2. v Severní           |
| 1976/77 | 80     | 42    | 33     | 5      | —           | —            | 89   | 320            | 273             | 3. v lize              |
| 1977/78 | 81     | 43    | 31     | 7      | —           | —            | 93   | 332            | 296             | 1. v Jižní             |
| 1978/79 | 80     | 26    | 42     | 12     | —           | —            | 64   | 289            | 349             | 4. v Jižní             |
| 1979/80 | 80     | 28    | 42     | 12     | —           | —            | 66   | 260            | 327             | 4. v Jižní             |
| 1980/81 | 80     | 30    | 42     | 8      | —           | —            | 68   | 295            | 316             | 5. v Jižní             |
| 1981/82 | 80     | 40    | 31     | 9      | —           | —            | 89   | 325            | 286             | 2. v Jižní             |
| 1982/83 | 80     | 46    | 25     | 9      | —           | —            | 101  | 389            | 325             | 1. v Jižní             |
| 1983/84 | 80     | 46    | 32     | 2      | —           | —            | 94   | 363            | 300             | 2. v Jižní             |
| 1984/85 | 80     | 40    | 27     | 13     | —           | —            | 93   | 333            | 301             | 3. v Jižní             |
| 1985/86 | 80     | 34    | 39     | 7      | —           | —            | 75   | 320            | 337             | 6. v Jižní             |
| 1986/87 | 80     | 47    | 26     | —      | 7           | —            | 101  | 315            | 263             | 1. v Jižní             |
| 1987/88 | 80     | 46    | 26     | 7      | 1           | —            | 100  | 328            | 272             | 2. v Jižní             |
| 1988/89 | 80     | 38    | 37     | 5      | —           | —            | 81   | 305            | 302             | 5. v Jižní             |
| 1989/90 | 80     | 43    | 28     | 9      | —           | —            | 95   | 337            | 286             | 1. v Jižní             |
| 1990/91 | 80     | 45    | 26     | 9      | —           | —            | 99   | 326            | 253             | 1. v Jižní             |
| 1991/92 | 80     | 37    | 31     | 12     | —           | —            | 86   | 292            | 248             | 2. v Jižní             |
| 1992/93 | 80     | 40    | 33     | 7      | —           | —            | 87   | 348            | 332             | 2. v Jižní             |
| 1993/94 | 80     | 31    | 34     | 15     | —           | —            | 77   | 277            | 300             | 4. v Jižní             |
| 1994/95 | 80     | 35    | 38     | 7      | —           | —            | 77   | 333            | 304             | 4. v Jižní             |
| 1995/96 | 80     | 37    | 34     | 5      | 4           | —            | 83   | 294            | 297             | 3. v Centrální         |
| 1996/97 | 80     | 40    | 30     | 9      | 1           | —            | 90   | 298            | 257             | 1. v Empire State      |
| 1997/98 | 80     | 30    | 38     | 12     | 0           | —            | 72   | 238            | 260             | 5. v Empire State      |
| 1998/99 | 80     | 52    | 21     | 6      | 1           | —            | 111  | 287            | 176             | 1. v Empire State      |
| 1999/00 | 80     | 46    | 22     | 9      | 3           | —            | 104  | 247            | 201             | 1. v Empire State      |
| 2000/01 | 80     | 46    | 22     | 9      | 3           | —            | 104  | 224            | 192             | 1. ve Středoatlantické |
| 2001/02 | 80     | 32    | 30     | 15     | 3           | —            | 82   | 206            | 211             | 2. v Centrální         |
| 2002/03 | 80     | 31    | 30     | 14     | 5           | —            | 81   | 219            | 221             | 2. v Centrální         |
| 2003/04 | 80     | 37    | 28     | 10     | 5           | —            | 89   | 207            | 188             | 3. v Severní           |
| 2004/05 | 80     | 51    | 19     | —      | 6           | 4            | 112  | 243            | 208             | 1. v Severní           |
| 2005/06 | 80     | 37    | 39     | —      | 2           | 2            | 78   | 261            | 270             | 5. v Severní           |
| 2006/07 | 80     | 48    | 30     | —      | 1           | 1            | 98   | 269            | 250             | 2. v Severní           |
| 2007/08 | 80     | 24    | 46     | —      | 6           | 4            | 58   | 197            | 291             | 7. v Severní           |
| 2008/09 | 80     | 29    | 43     | —      | 0           | 8            | 66   | 184            | 259             | 7. v Severní           |
| 2009/10 | 80     | 44    | 33     | —      | 2           | 1            | 91   | 253            | 247             | 2. v Severní           |
| 2010/11 | 80     | 31    | 39     | —      | 5           | 5            | 72   | 218            | 266             | 7. v Severní           |
| 2011/12 | 76     | 36    | 26     | —      | 10          | 4            | 86   | 224            | 221             | 2. v Severní           |
| 2012/13 | 76     | 43    | 29     | —      | 3           | 1            | 90   | 234            | 209             | 2. v Severní           |
| 2013/14 | 76     | 37    | 28     | —      | 6           | 5            | 85   | 216            | 217             | 2. v Severní           |
| 2014/15 | 76     | 29    | 41     | —      | 5           | 1            | 64   | 209            | 251             | 5. v Severní           |
| 2015/16 | 76     | 34    | 38     | —      | 3           | 1            | 72   | 199            | 249             | 6. v Severní           |
| 2016/17 | 76     | 32    | 41     | —      | 0           | 3            | 67   | 205            | 240             | 6. v Severní           |
| 2017/18 | 76     | 37    | 22     | —      | 11          | 6            | 91   | 234            | 221             | 3. v Severní           |
| 2018/19 | 76     | 46    | 23     | —      | 5           | 2            | 99   | 254            | 218             | 2. v Severní           |
| 2019/20 | 62     | 33    | 20     | —      | 4           | 5            | 75   | 181            | 173             | 2. v Severní           |

### Play off
Zdroj:
| Sezona  | 1. kolo                                                         | 2. kolo                                                         | Finále konference                                               | Finále Calder Cupu                                              |
| ------- | --------------------------------------------------------------- | --------------------------------------------------------------- | --------------------------------------------------------------- | --------------------------------------------------------------- |
| 1956/57 | postup, 4-1, Providence                                         | —                                                               | —                                                               | Finále AHL, 1-4, Cleveland                                      |
| 1957/58 | mužstvo se nekvalifikovalo                                      | mužstvo se nekvalifikovalo                                      | mužstvo se nekvalifikovalo                                      | mužstvo se nekvalifikovalo                                      |
| 1958/59 | porážka, 1-4, Buffalo                                           | —                                                               | —                                                               | —                                                               |
| 1959/60 | postup, 4-3, Cleveland                                          | —                                                               | —                                                               | Finále AHL, 1-4, Springfield                                    |
| 1960/61 | mužstvo se nekvalifikovalo                                      | mužstvo se nekvalifikovalo                                      | mužstvo se nekvalifikovalo                                      | mužstvo se nekvalifikovalo                                      |
| 1961/62 | porážka, 0-2, Buffalo                                           | —                                                               | —                                                               | —                                                               |
| 1962/63 | porážka, 0-2, Cleveland                                         | —                                                               | —                                                               | —                                                               |
| 1963/64 | porážka, 0-2, Cleveland                                         | —                                                               | —                                                               | —                                                               |
| 1964/65 | postup, 4-1, Quebec                                             | volný postup                                                    | —                                                               | Vítěz AHL, 4-1, Hershey                                         |
| 1965/66 | postup, 4-2, Quebec                                             | volný postup                                                    | —                                                               | Vítěz AHL, 4-2, Cleveland                                       |
| 1966/67 | postup, 3-2, Cleveland                                          | postup, 3-1, Baltimore                                          | —                                                               | Finále AHL, 0-4, Pittsburgh                                     |
| 1967/68 | postup, 4-1, Hershey                                            | volný postup                                                    | —                                                               | Vítěz AHL, 4-2, Quebec                                          |
| 1968/69 | mužstvo se nekvalifikovalo                                      | mužstvo se nekvalifikovalo                                      | mužstvo se nekvalifikovalo                                      | mužstvo se nekvalifikovalo                                      |
| 1969/70 | mužstvo se nekvalifikovalo                                      | mužstvo se nekvalifikovalo                                      | mužstvo se nekvalifikovalo                                      | mužstvo se nekvalifikovalo                                      |
| 1970/71 | mužstvo se nekvalifikovalo                                      | mužstvo se nekvalifikovalo                                      | mužstvo se nekvalifikovalo                                      | mužstvo se nekvalifikovalo                                      |
| 1971/72 | mužstvo se nekvalifikovalo                                      | mužstvo se nekvalifikovalo                                      | mužstvo se nekvalifikovalo                                      | mužstvo se nekvalifikovalo                                      |
| 1972/73 | porážka, 2-4, Boston                                            | —                                                               | —                                                               | —                                                               |
| 1973/74 | porážka, 2-4, New Haven                                         | —                                                               | —                                                               | —                                                               |
| 1974/75 | postup, 4-2, Nova Scotia                                        | porážka, 1-4, Springfield                                       | —                                                               | —                                                               |
| 1975/76 | postup, 3-0, Providence                                         | porážka, 0-4, Nova Scotia                                       | —                                                               | —                                                               |
| 1976/77 | postup, 4-2, New Haven                                          | —                                                               | —                                                               | Finále AHL, 2-4, Nova Scotia                                    |
| 1977/78 | volný postup                                                    | porážka, 2-4, New Haven                                         | —                                                               | —                                                               |
| 1978/79 | mužstvo se nekvalifikovalo                                      | mužstvo se nekvalifikovalo                                      | mužstvo se nekvalifikovalo                                      | mužstvo se nekvalifikovalo                                      |
| 1979/80 | porážka, 0-4, New Haven                                         | —                                                               | —                                                               | —                                                               |
| 1980/81 | mužstvo se nekvalifikovalo                                      | mužstvo se nekvalifikovalo                                      | mužstvo se nekvalifikovalo                                      | mužstvo se nekvalifikovalo                                      |
| 1981/82 | postup, 3-1, New Haven                                          | porážka, 1-4, Binghamton W.                                     | —                                                               | —                                                               |
| 1982/83 | postup, 4-1, Binghamton W.                                      | postup, 4-3, New Haven                                          | —                                                               | Vítěz AHL, 4-0, Maine                                           |
| 1983/84 | postup, 4-3, St. Catharines                                     | postup, 4-2, Baltimore                                          | —                                                               | Finále AHL, 1-4, Maine                                          |
| 1984/85 | porážka, 1-4, Baltimore                                         | —                                                               | —                                                               | —                                                               |
| 1985/86 | mužstvo se nekvalifikovalo                                      | mužstvo se nekvalifikovalo                                      | mužstvo se nekvalifikovalo                                      | mužstvo se nekvalifikovalo                                      |
| 1986/87 | postup, 4-1, Hershey                                            | postup, 4-2, Binghamton                                         | —                                                               | Vítěz AHL, 4-3, Sherbrooke                                      |
| 1987/88 | porážka, 3-4, Adirondack RW                                     | —                                                               | —                                                               | —                                                               |
| 1988/89 | mužstvo se nekvalifikovalo                                      | mužstvo se nekvalifikovalo                                      | mužstvo se nekvalifikovalo                                      | mužstvo se nekvalifikovalo                                      |
| 1989/90 | postup, 4-1, Utica                                              | postup, 4-2, Baltimore                                          | —                                                               | Finále AHL, 2-4, Springfield                                    |
| 1990/91 | postup, 4-1, Hershey                                            | postup, 4-0, Binghamton R.                                      | —                                                               | Finále AHL, 2-4, Springfield                                    |
| 1991/92 | postup, 4-2, Hershey                                            | postup, 4-3, Binghamton R.                                      | porážka, 1-2, Adirondack                                        | —                                                               |
| 1992/93 | postup, 4-1, Utica                                              | postup, 4-3, Binghamton R.                                      | volný postup                                                    | Finále AHL, 1-4, Cape Breton                                    |
| 1993/94 | porážka, 0-4, Hershey                                           | —                                                               | —                                                               | —                                                               |
| 1994/95 | porážka, 1-4, Binghamton R.                                     | —                                                               | —                                                               | —                                                               |
| 1995/96 | postup, 3-0, Adirondack RW                                      | postup, 4-0, Cornwall                                           | postup, 4-1, Syracuse                                           | Vítěz AHL, 4-3, Portland                                        |
| 1996/97 | postup, 3-0, Syracuse                                           | porážka, 3-4, Albany                                            | —                                                               | —                                                               |
| 1997/98 | porážka, 1-3, Philadelphia                                      | —                                                               | —                                                               | —                                                               |
| 1998/99 | postup, 3-0, Adirondack RW                                      | postup, 4-2, Hamilton                                           | postup, 4-2, Philadelphia                                       | Finále AHL, 1-4, Providence                                     |
| 1999/00 | postup, 3-2, Albany                                             | postup, 4-2, Hamilton                                           | postup, 4-0, Hershey                                            | Finále AHL, 2-4, Hartford                                       |
| 2000/01 | porážka, 1-3, Philadelphia                                      | —                                                               | —                                                               | —                                                               |
| 2001/02 | mužstvo se nekvalifikovalo (předkolo porážka 0-2, Philadelphia) | mužstvo se nekvalifikovalo (předkolo porážka 0-2, Philadelphia) | mužstvo se nekvalifikovalo (předkolo porážka 0-2, Philadelphia) | mužstvo se nekvalifikovalo (předkolo porážka 0-2, Philadelphia) |
| 2002/03 | mužstvo se nekvalifikovalo (předkolo porážka 1-2, Milwaukee)    | mužstvo se nekvalifikovalo (předkolo porážka 1-2, Milwaukee)    | mužstvo se nekvalifikovalo (předkolo porážka 1-2, Milwaukee)    | mužstvo se nekvalifikovalo (předkolo porážka 1-2, Milwaukee)    |
| 2003/04 | postup, 4-3, Syracuse                                           | postup, 4-0, Hamilton                                           | porážka, 1-4, Milwaukee                                         | —                                                               |
| 2004/05 | postup, 4-0, Hamilton                                           | porážka, 1-4, Manitoba                                          | —                                                               | —                                                               |
| 2005/06 | mužstvo se nekvalifikovalo                                      | mužstvo se nekvalifikovalo                                      | mužstvo se nekvalifikovalo                                      | mužstvo se nekvalifikovalo                                      |
| 2006/07 | porážka, 2-4, Hamilton                                          | —                                                               | —                                                               | —                                                               |
| 2007/08 | mužstvo se nekvalifikovalo                                      | mužstvo se nekvalifikovalo                                      | mužstvo se nekvalifikovalo                                      | mužstvo se nekvalifikovalo                                      |
| 2008/09 | mužstvo se nekvalifikovalo                                      | mužstvo se nekvalifikovalo                                      | mužstvo se nekvalifikovalo                                      | mužstvo se nekvalifikovalo                                      |
| 2009/10 | porážka, 3-4, Abbotsford                                        | —                                                               | —                                                               | —                                                               |
| 2010/11 | mužstvo se nekvalifikovalo                                      | mužstvo se nekvalifikovalo                                      | mužstvo se nekvalifikovalo                                      | mužstvo se nekvalifikovalo                                      |
| 2011/12 | porážka, 0-3, Toronto                                           | —                                                               | —                                                               | —                                                               |
| 2012/13 | porážka, 0-3, Toronto                                           | —                                                               | —                                                               | —                                                               |
| 2013/14 | porážka, 2-3 , Chicago                                          | —                                                               | —                                                               | —                                                               |
| 2014/15 | mužstvo se nekvalifikovalo                                      | mužstvo se nekvalifikovalo                                      | mužstvo se nekvalifikovalo                                      | mužstvo se nekvalifikovalo                                      |
| 2015/16 | mužstvo se nekvalifikovalo                                      | mužstvo se nekvalifikovalo                                      | mužstvo se nekvalifikovalo                                      | mužstvo se nekvalifikovalo                                      |
| 2016/17 | mužstvo se nekvalifikovalo                                      | mužstvo se nekvalifikovalo                                      | mužstvo se nekvalifikovalo                                      | mužstvo se nekvalifikovalo                                      |
| 2017/18 | porážka, 0-3 , Syracuse                                         | —                                                               | —                                                               | —                                                               |
| 2018/19 | porážka, 0-3 , Toronto                                          | —                                                               | —                                                               | —                                                               |
| 2019/20 | sezona nedohrána kvůli pandemii koronaviru                      | sezona nedohrána kvůli pandemii koronaviru                      | sezona nedohrána kvůli pandemii koronaviru                      | sezona nedohrána kvůli pandemii koronaviru                      |

## Klubové rekordy

### Za sezonu
Góly: 61, Paul Gardner (1985/86)
Asistence: 73, Geordie Robertson (1982/83)
Body:119, Geordie Robertson (1982/83)
Trestné minuty: 446, Rob Ray (1988/89)
Vychytaná vítězství: 48, Gerry Cheevers (1964/65) - rekord AHL
Průměr obdržených branek: 2.07, Martin Biron (1998/99)
Procento úspěšnosti zákroků: .930, Martin Biron (1998/99)

### Celkové
Góly: 351, Jody Gage
Asistence: 377, Jody Gage
Body: 728, Jody Gage
Trestné minuty: 1424, Scott Metcalfe
Čistá konta: 16, Bob Perreault
Vychytaná vítězství: 108, Bob Perreault
Odehrané zápasy: 653, Jody Gage

## Účast v mezinárodních pohárech
Zdroj:
Legenda: SP – Spenglerův pohár, EHP – Evropský hokejový pohár, EHL – Evropská hokejová liga, SSix – Super six, IIHFSup – IIHF Superpohár, VC – Victoria Cup, HLMI – Hokejová liga mistrů IIHF, ET – European Trophy, HLM – Hokejová liga mistrů, KP – Kontinentální pohár
- SP 1996 – Základní skupina (3. místo)
- SP 2013 – Čtvrtfinále